# Barátbetű
Barátbetű az élessarkú minuszkula, avagy a gótikus betűk gyakori elnevezése. Német eredetű szó (Mönchsschrift).
Ezt az írást főleg a szerzetesek, barátok gyakorolták a kolostorokban. Ezzel a betűtípussal nem csak németül, hanem magyarul is lehet nyomtatni, ha magyar ékezetes betűket is öntenek hozzá. Bibliáihoz Gutenberg is metszett barátbetűket.